# ヴィルヘルム・ベンズ
ヴィルヘルム・ベンズ（デンマーク語: Wilhelm Ferdinand Bendz, 1804年3月20日 - 1832年11月14日）は「デンマーク黄金時代」と呼ばれる時代のデンマークの画家で、風俗画や同僚の画家の肖像画、室内画で知られる。画家、クリストファー・ヴィルヘルム・エッカースベルグが育てた多くの画家たちの中でも、優れた才能のあった画家の一人であったが、国外留学中に28歳で没し、残された作品は少ない。

## 略歴
フュン島のオーゼンセ(Odense)に生まれた。コペンハーゲンに渡り1820年から1825年の間、デンマーク王立美術院でエッカースベルグのもとで学んだ。卒業後、シャーロッテンボーで開かれる展覧会に毎年出展し、それらの作品はデンマーク王立絵画コレクション(後のDanish National Gallery)に買い上げられた。この頃の代表作のひとつは、1828年頃の「タバコ・パーティー」(A Smoking Party)である。
エッカースベルグのスタジオの助手として雇われ、1794年のクリスチャンスボー城の火災で損傷した歴史画家、ニコライ・アビルゴール(Nikolaj Abraham Abildgaard)の作品の修復を行った。
1830年末に、奨学資金を得て、南ヨーロッパを訪れることとなり、ドレスデン、ベルリンを巡って、当時、美術の中心のひとつであったミュンヘンに約一年滞在した。このころ「夕べのミュンヘンのコーヒー店の画家たち」("Artist in the Evening at Finck's Coffee House in Munich")が描かれた。1832年にドイツ人の画家、ペツル（Joseph Petzl）とノルウェー人の画家トーマス・ファーンリー(Thomas Fearnley)とローマへ向かう旅を始め、ヴェネツィアではデンマークの画家、ディトリウ・ブルンク(Ditlev Blunck)と出会い友人となるが、ヴィチェンツァまで旅した時にヴェネツィアでかかった肺炎のために没した。
ベンズの作品はコペンハーゲン国立美術館やニイ・カールスベルグ・グリプトテク美術館やトーヴァルセン美術館などに残されている。

## ベンズの作品

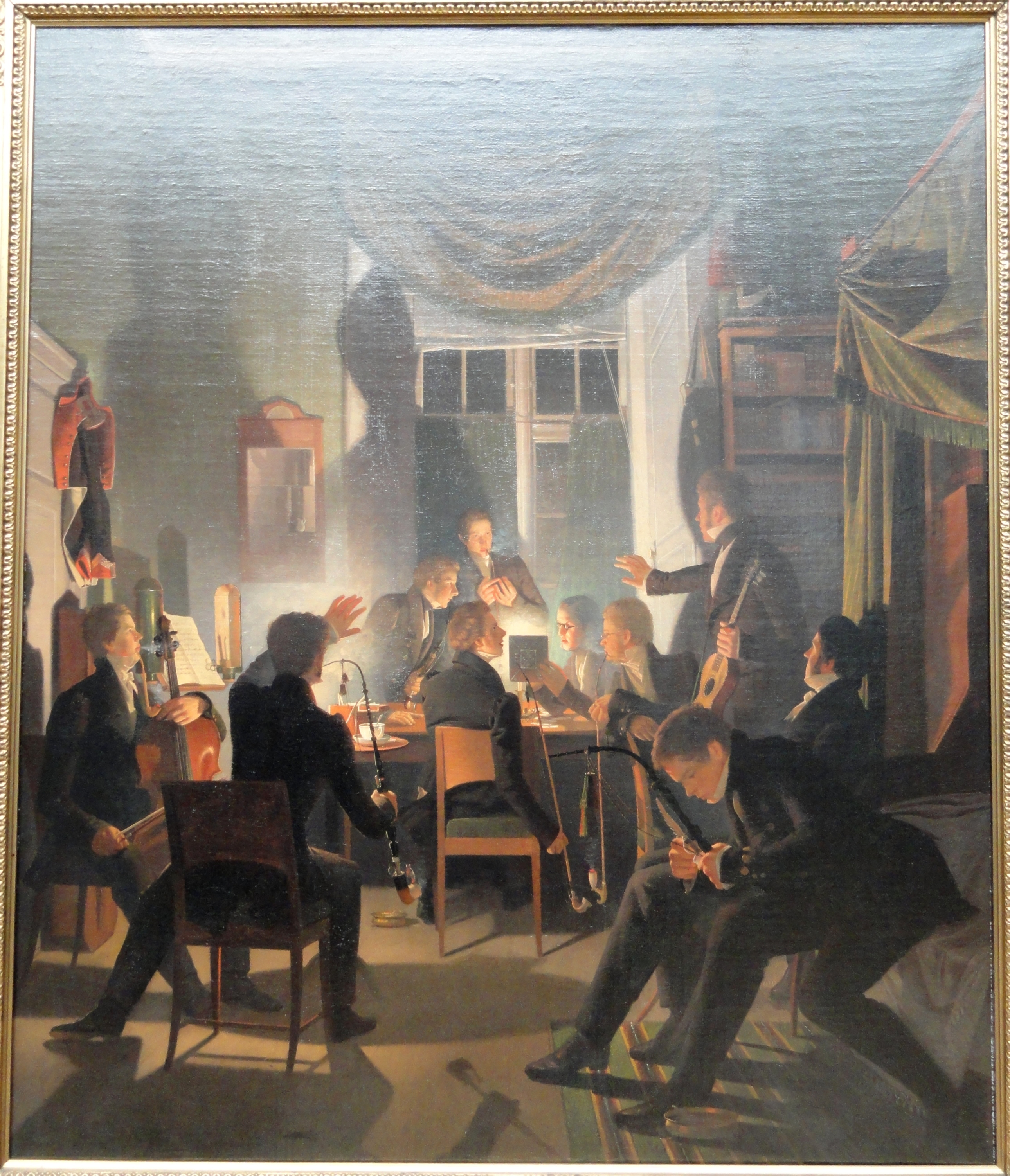
「タバコ・パーティー」
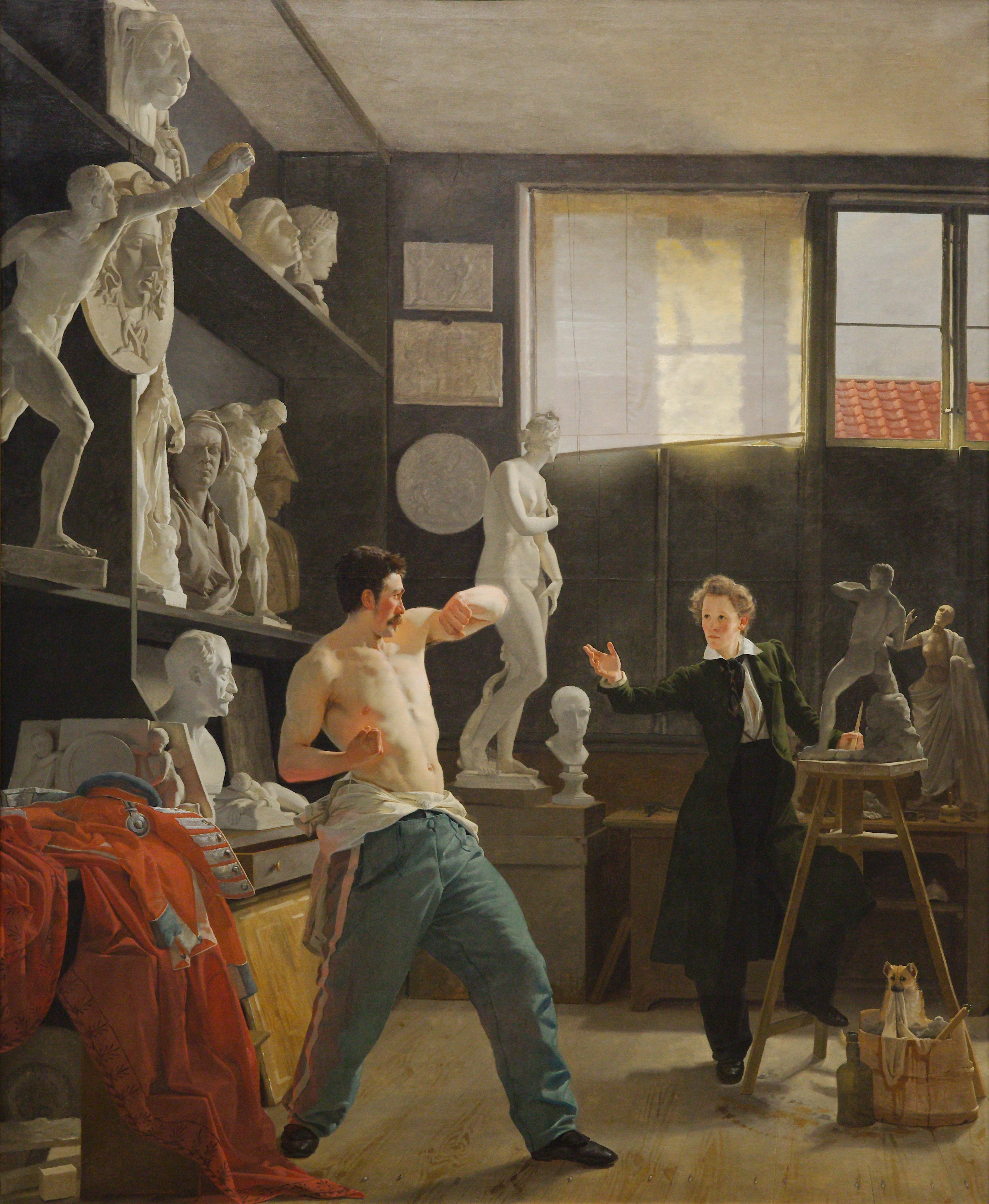
モデルと彫刻家(Christen Christensen)
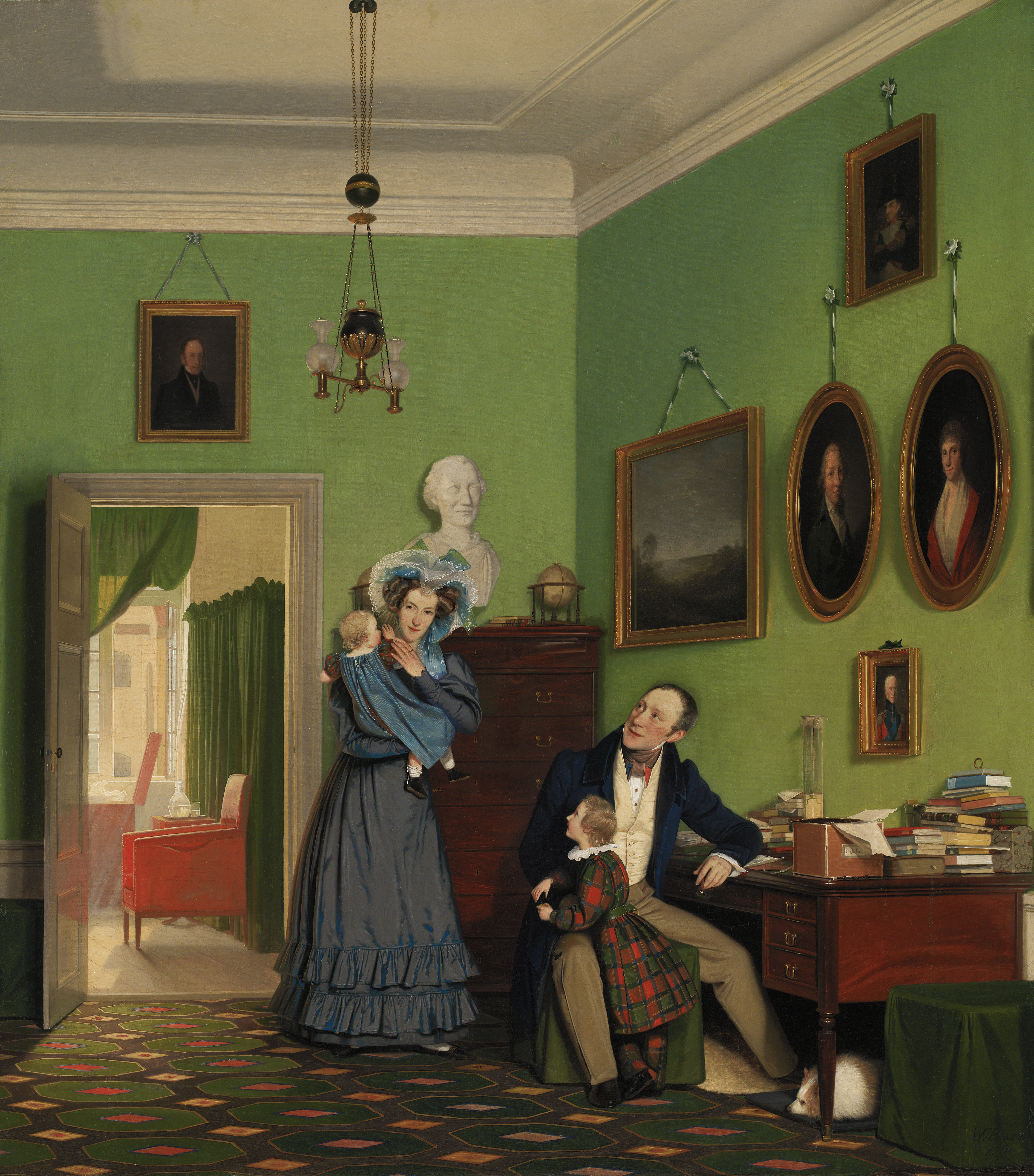
ワーゲピーターセン家
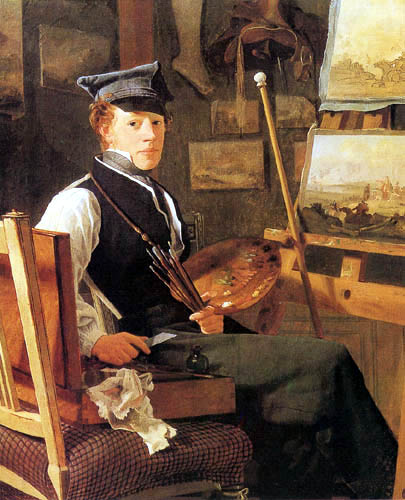
肖像画(Christian Holm)

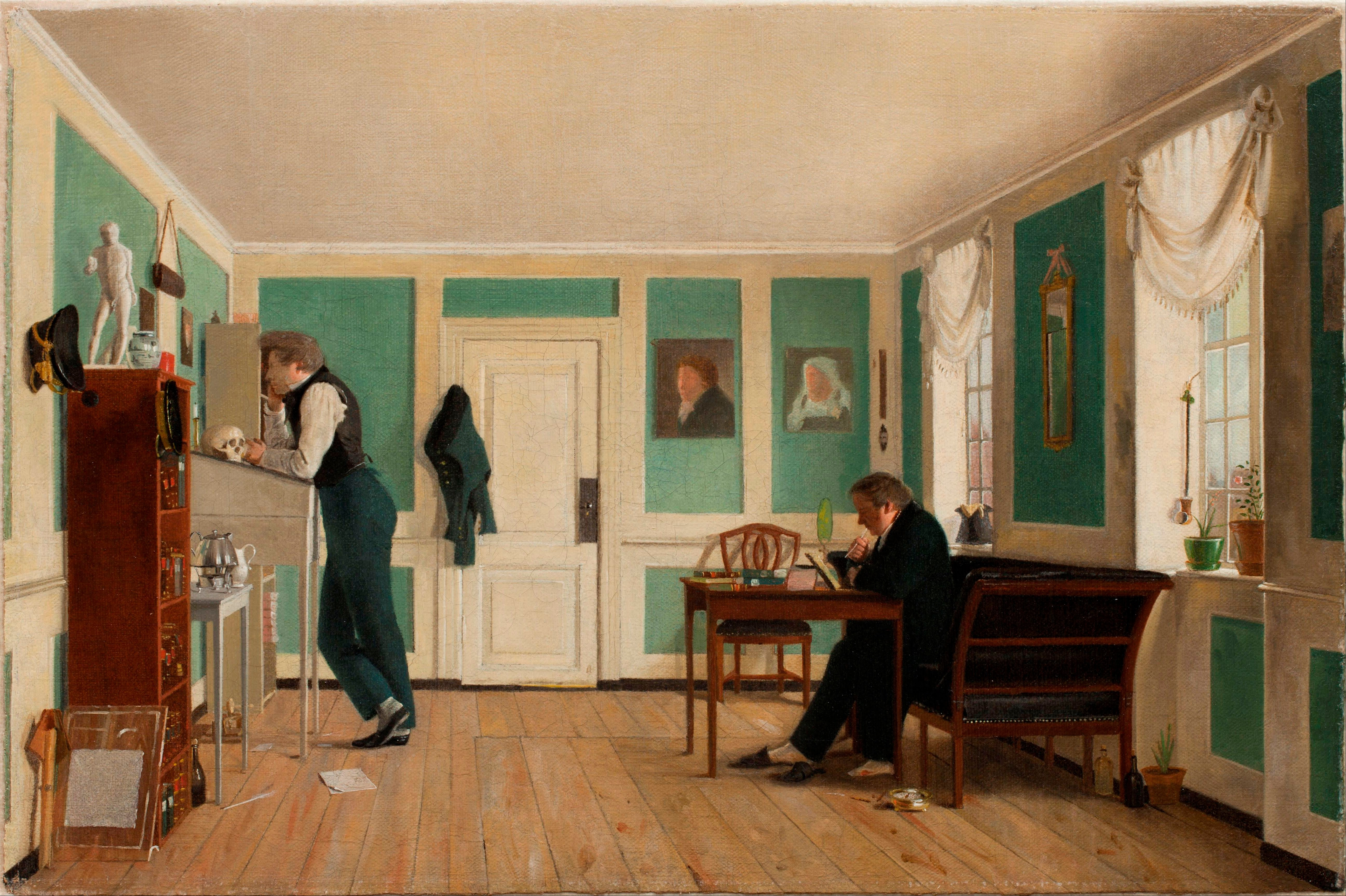
「アマリエゲーゼ家の室内」
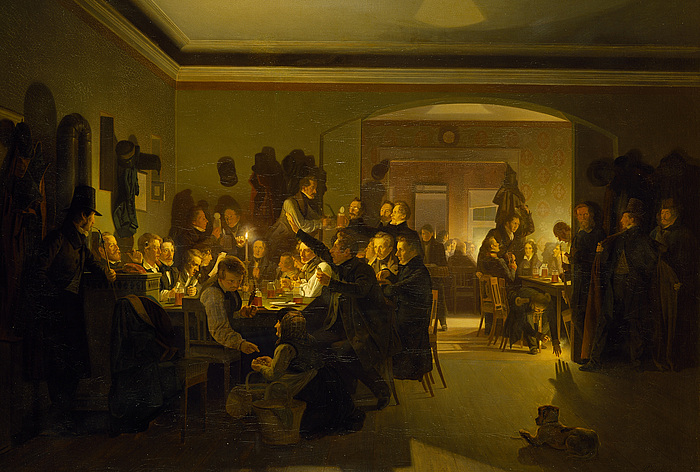
「夕べのミュンヘンのコーヒー店の画家たち」
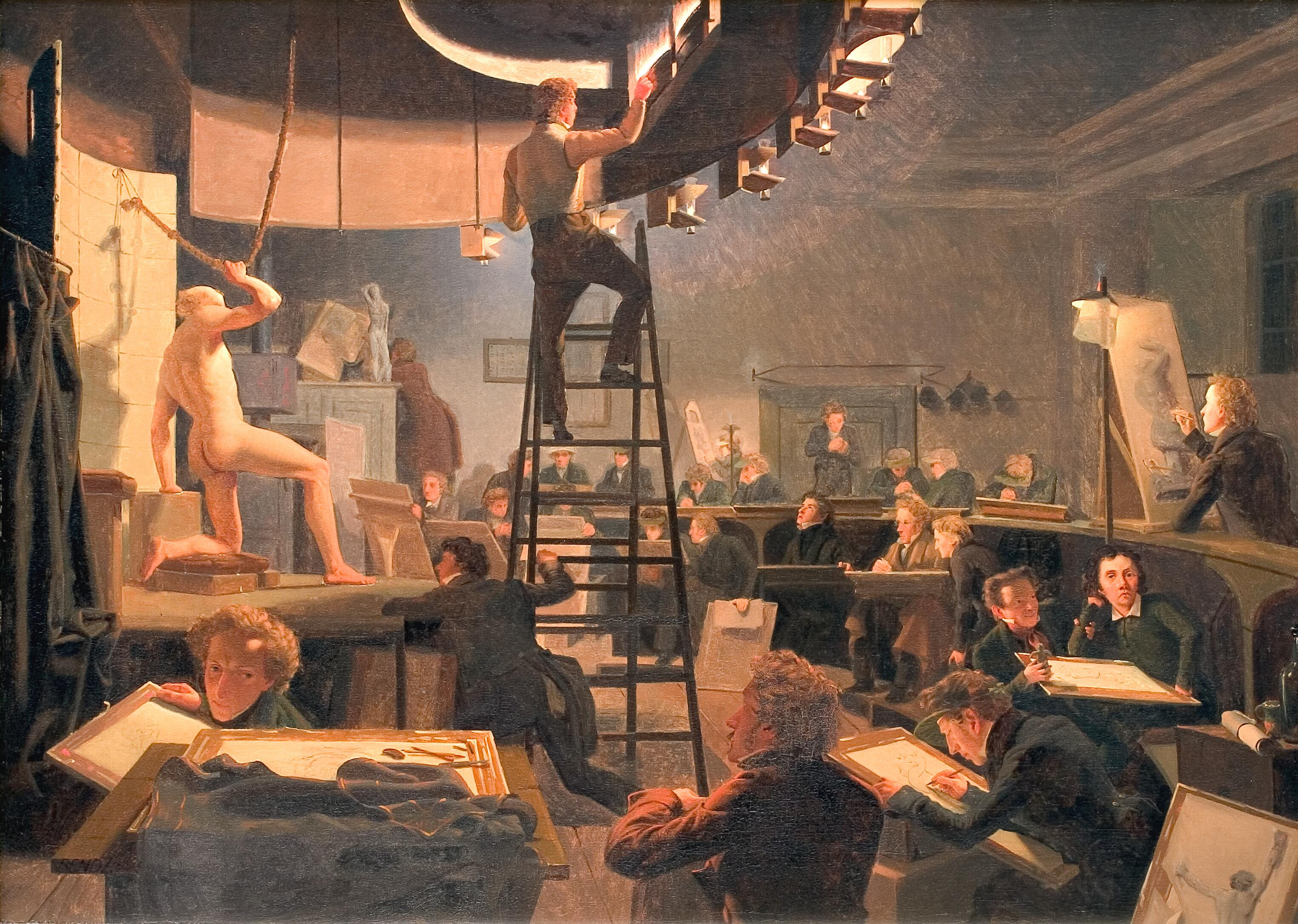
王立美術学校の授業